# Ulsnis
Ulsnis település Németországban, Schleswig-Holstein tartományban. Lakosainak száma 698 fő (2023. december 31.).

## Fekvése
Schleswigtől 24 km-re fekvő település.

## Leírása
Az Ulsnis  nevét először 1349-ben említették az oklevelek Vlfsnees néven. A jelenlegi körzetek Ulsnis, Hestoft, Kius és a két Gunneby-i gazdaság 1509 után Ulsnishoz tartozott, és Hesselgaard urainak birtoka volt. 1504-ben a sziléziai püspök vásárolta meg ezeket a területeket. 1770-ig püspöki birtok, ekkor  Harde részévé vált. Miután Schleswig-Holstein 1866-ban porosz tartomány lett, Hardenet 1889. október
1-én feloszlatták, helyükön kisebb közigazgatási területek jöttek létre. 1970. április 1-jétől az újonnan alakult Süderbrarup-hoz került.
Ulsnis fő nevezetessége az északi vidékek egykori egyszerű templomépítészetének jellemzőit hordozó gránit kváderkő Szűz Mária-templom, érdekes romanika kori szobrokkal.

## Nevezetességek
- Szt. Mária templom

## Galéria

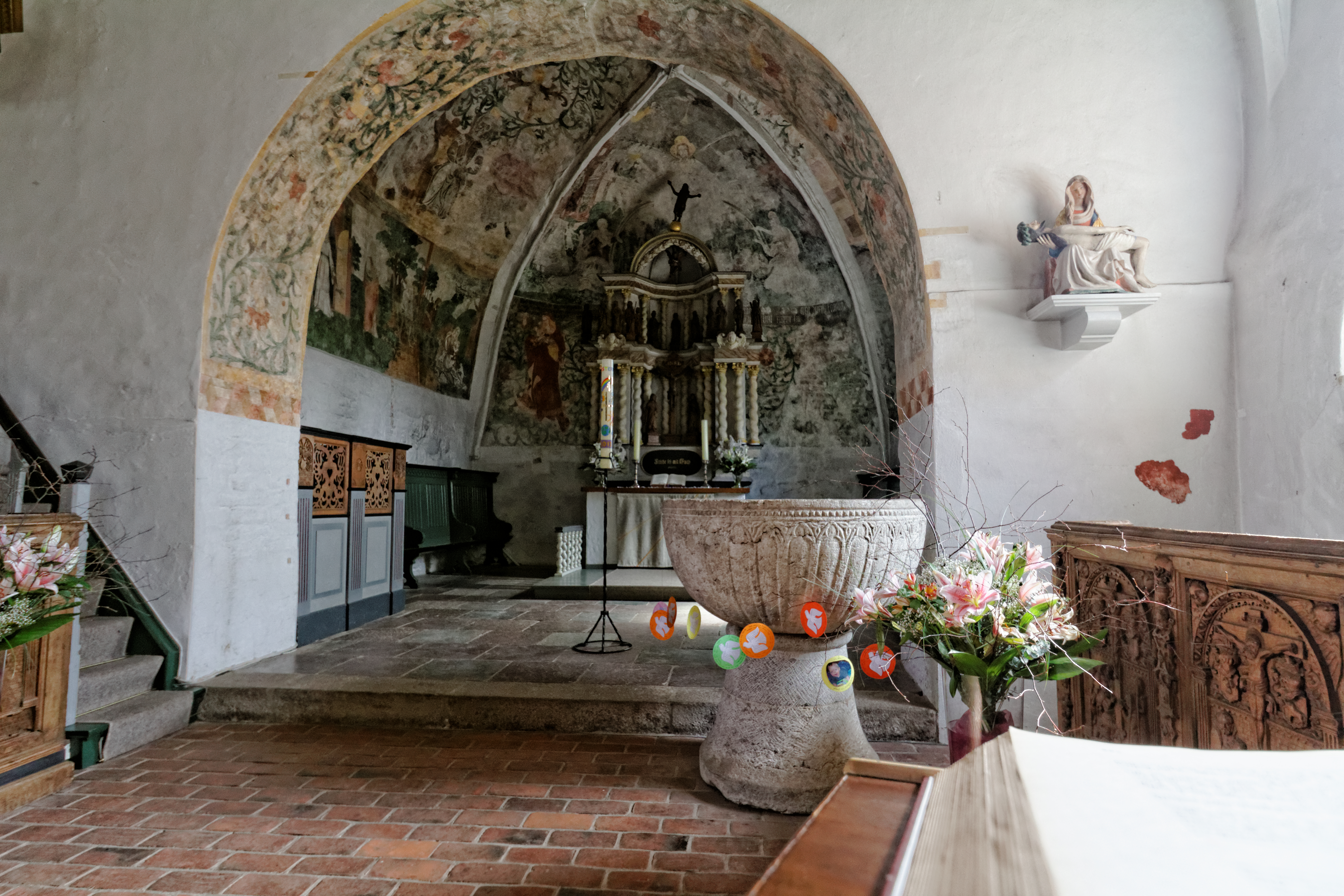
Szt. Mária templom belseje
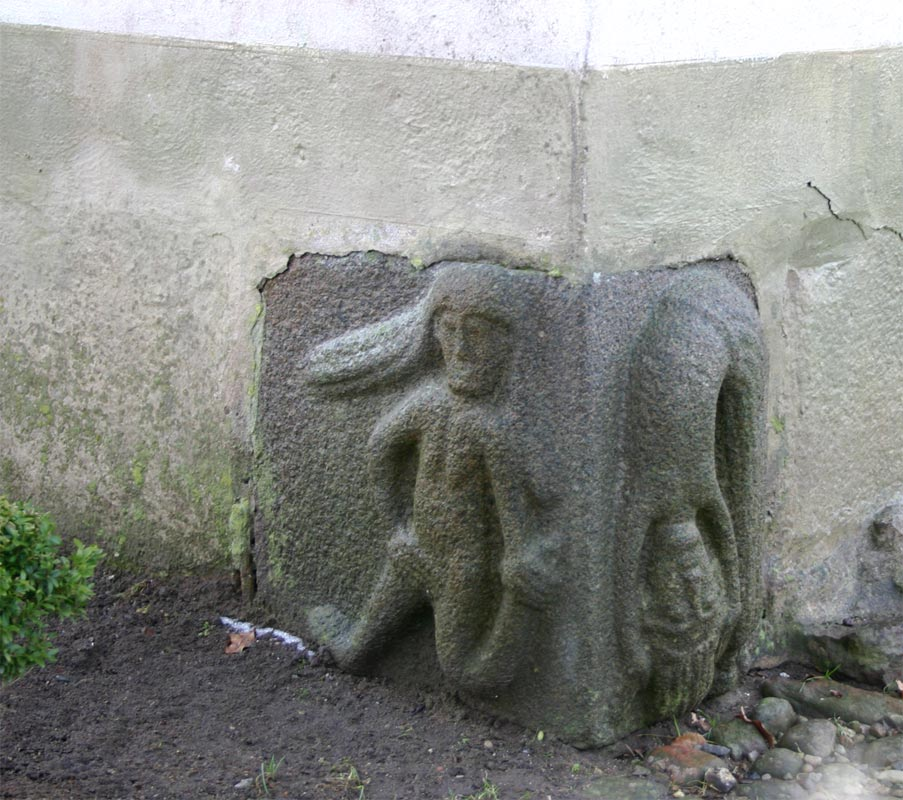
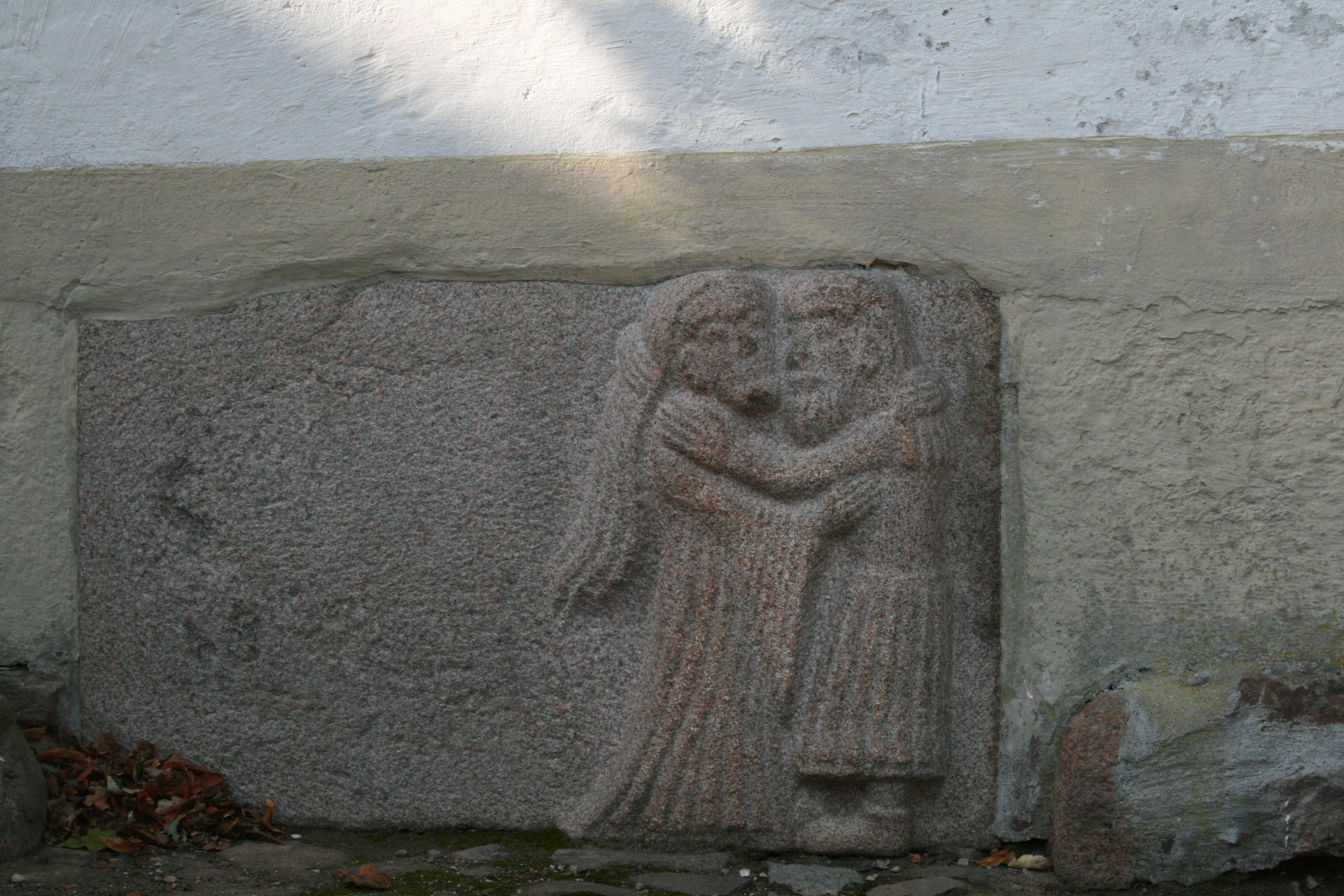
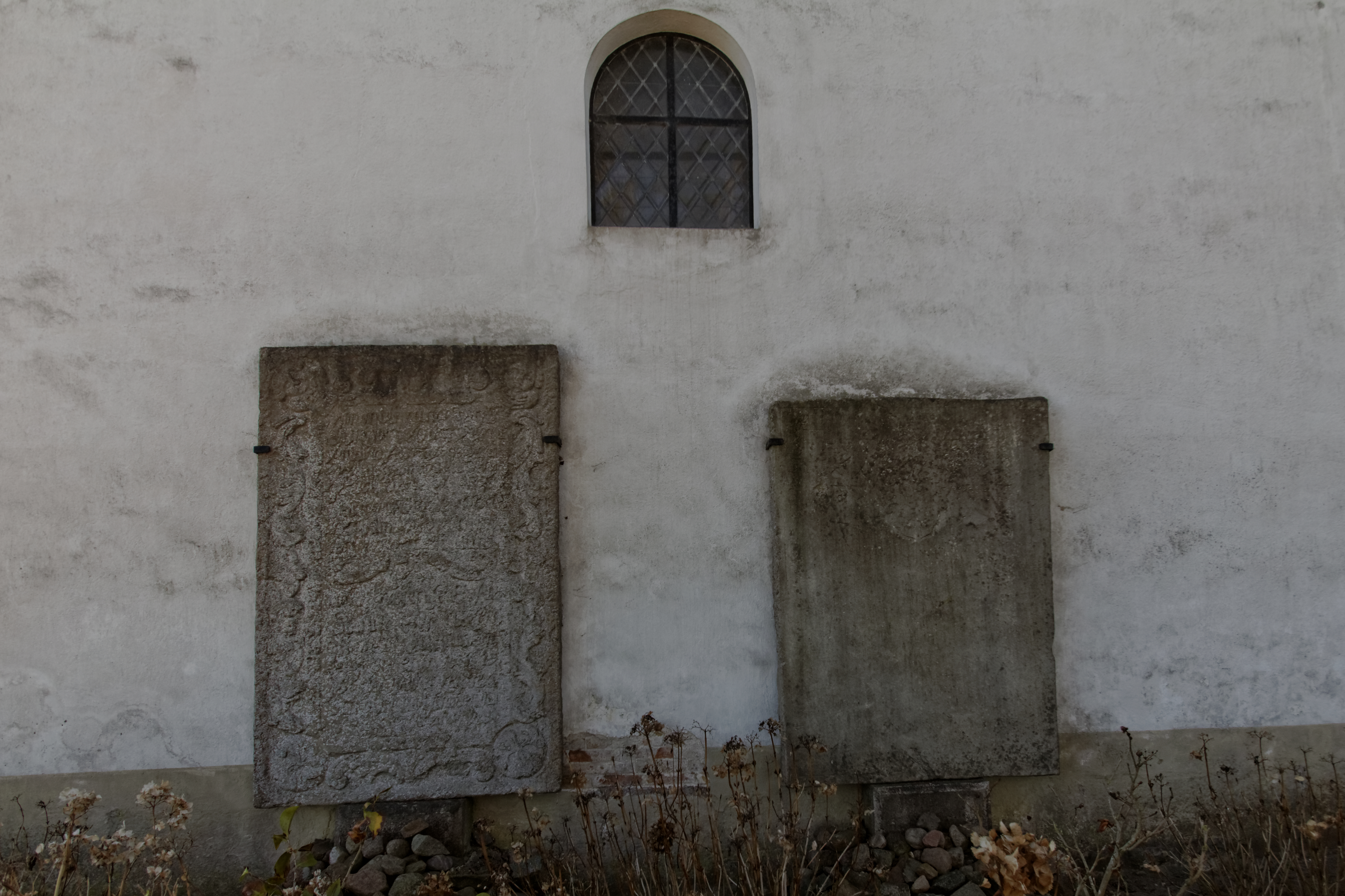
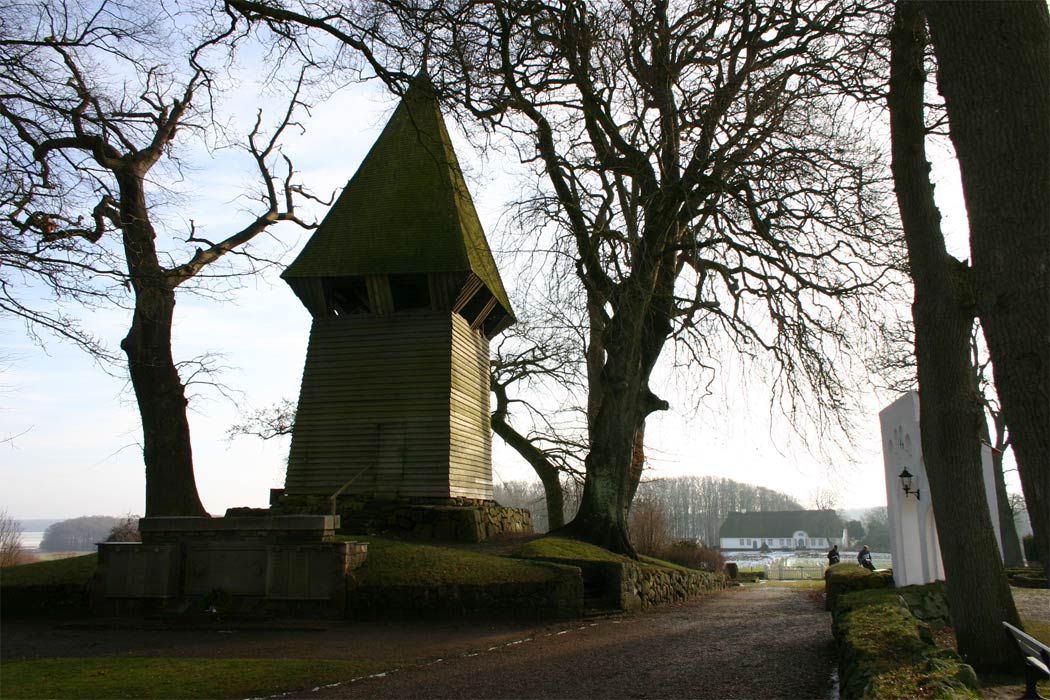
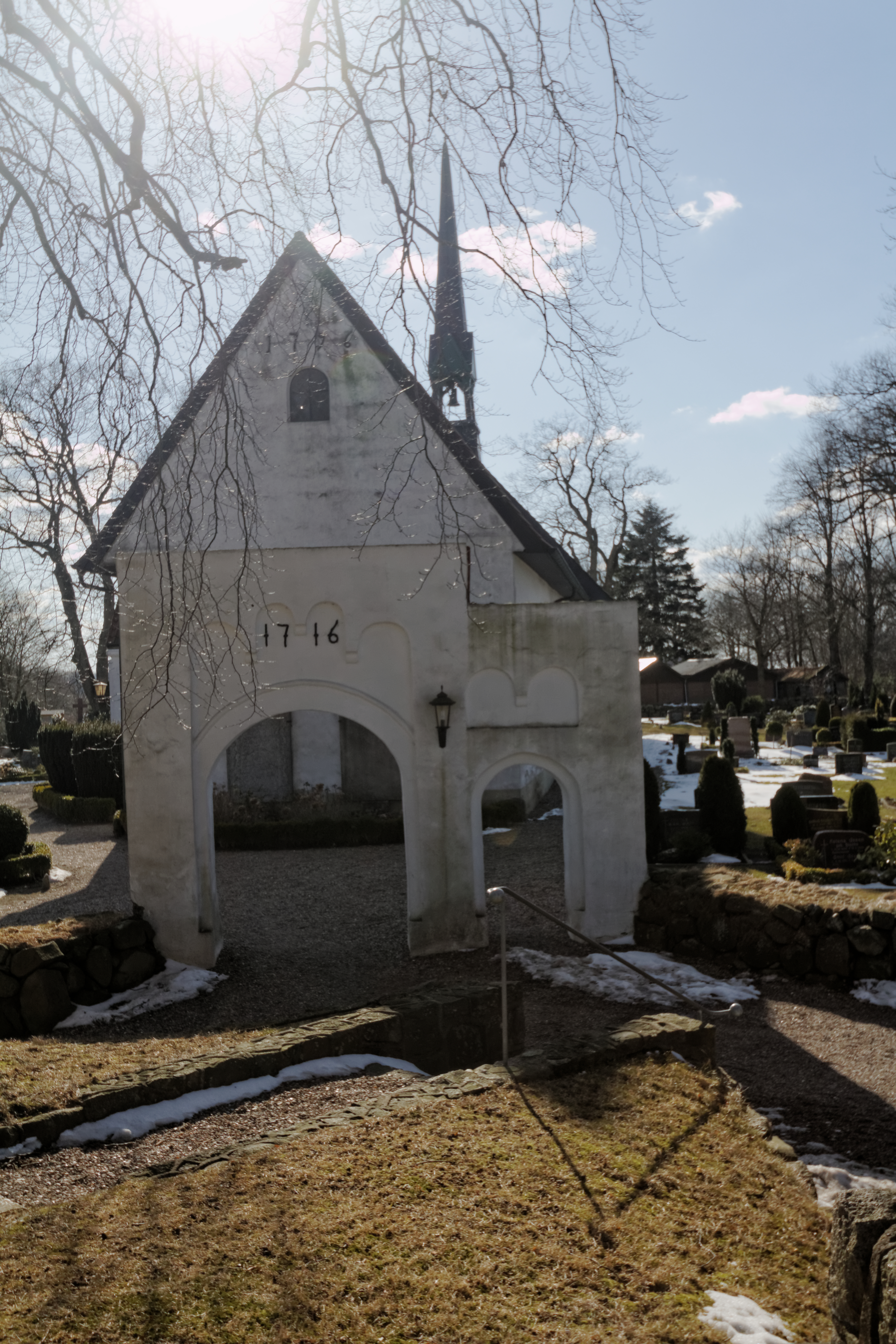
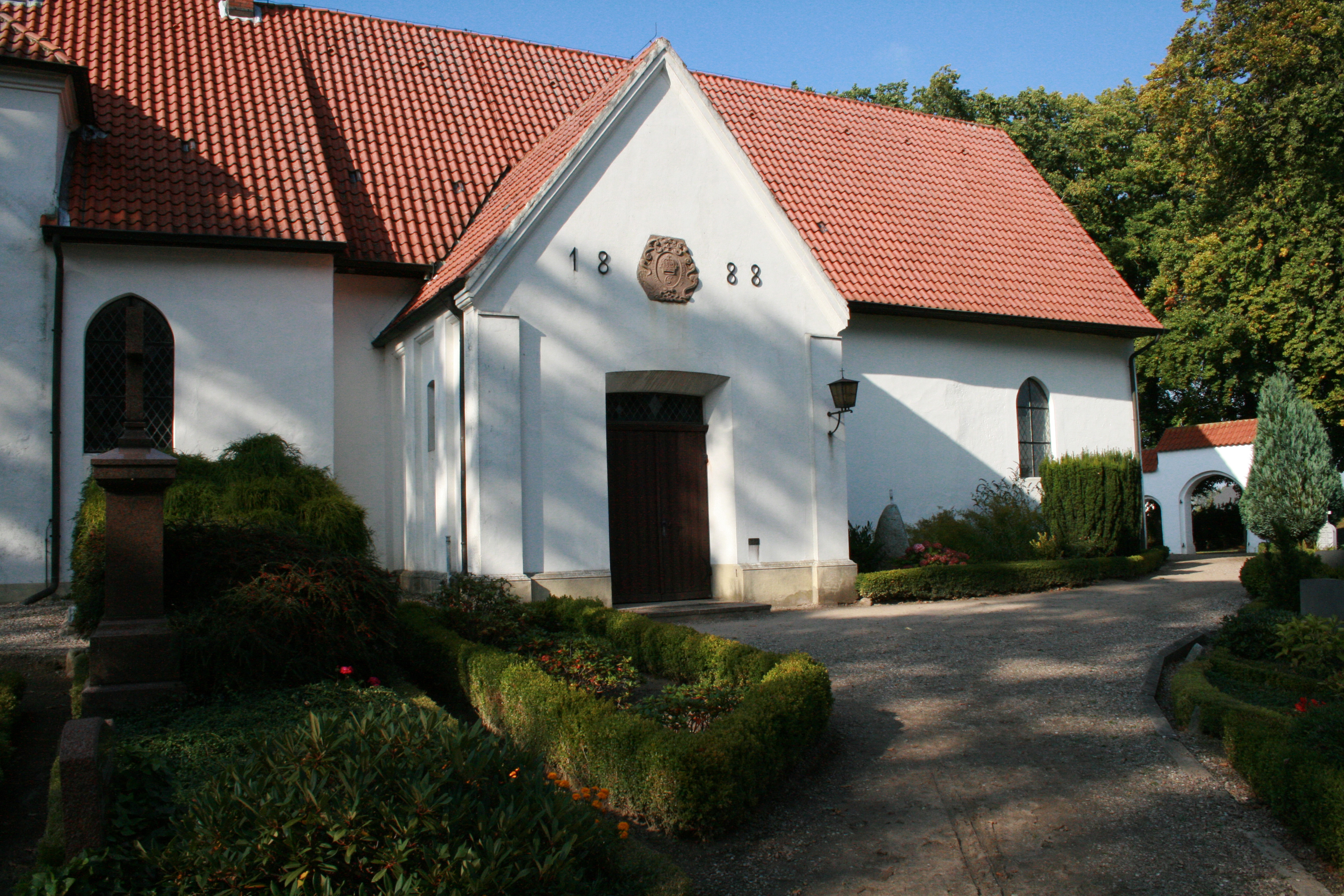
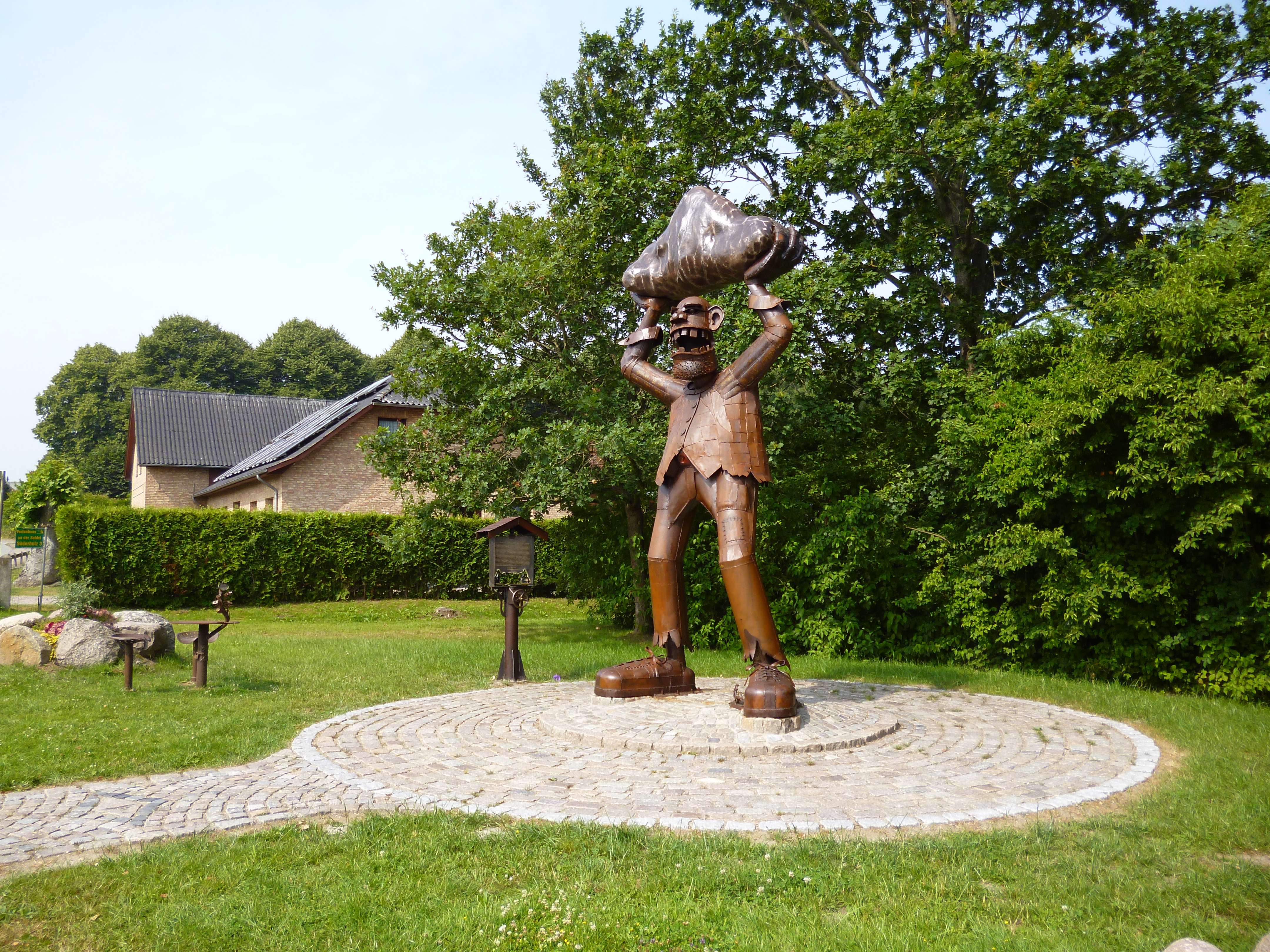
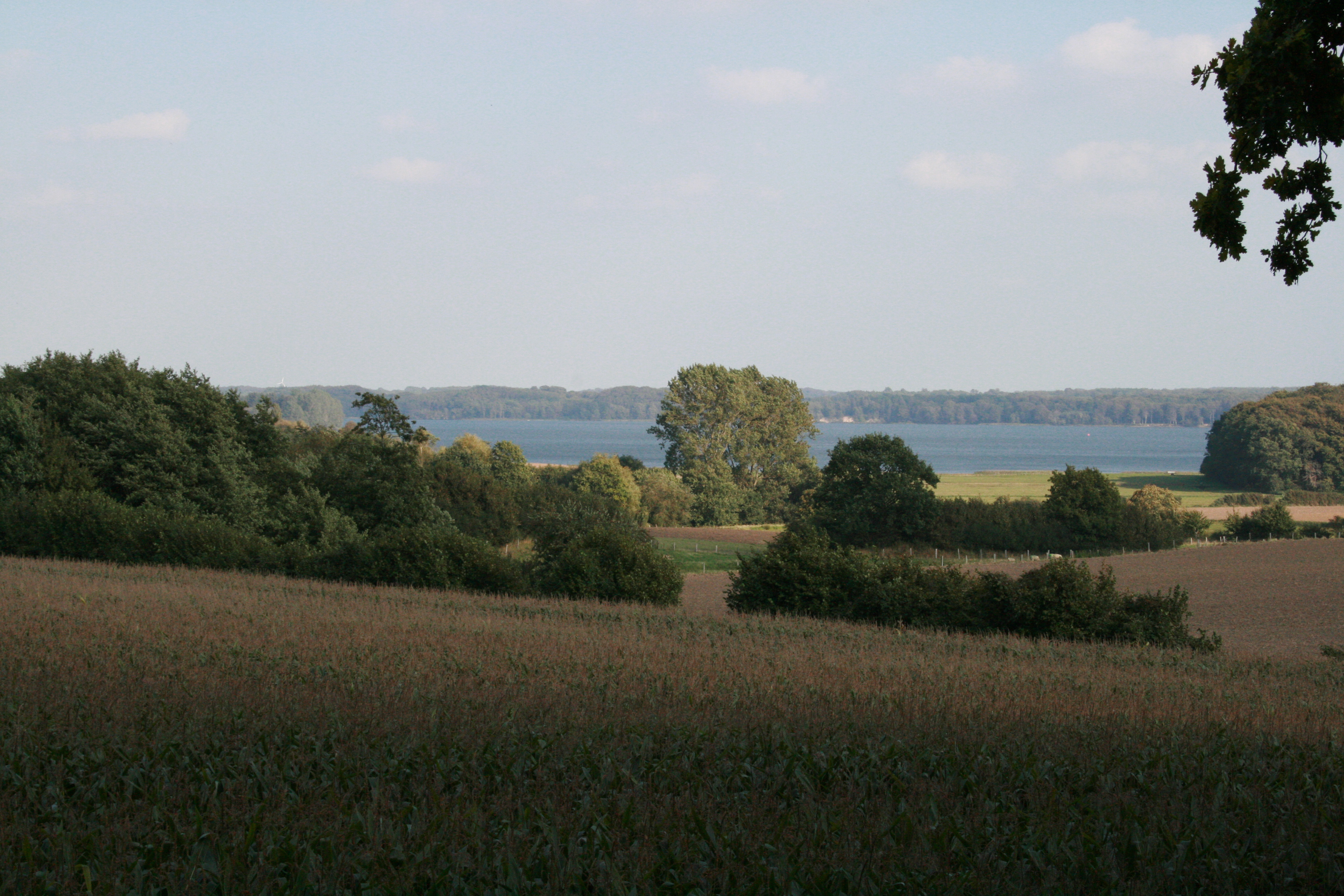

## Népesség
A település népességének változása:
| Lakosok száma | 711  | 664  | 658  | 671  | 709  | 698  |
|               | 1975 | 2017 | 2019 | 2021 | 2022 | 2023 |